# Diocesi di Los Teques
La diocesi di Los Teques (in latino Dioecesis Tequinensis) è una sede della Chiesa cattolica in Venezuela suffraganea dell'arcidiocesi di Caracas. Nel 2023 contava 1.461.900 battezzati su 1.739.930 abitanti. È retta dal vescovo Freddy Jesús Fuenmayor Suárez.

## Territorio
La diocesi comprende parte dello stato venezuelano di Miranda.
Sede vescovile è la città di Los Teques, dove si trova la cattedrale di San Filippo Neri.
Il territorio è suddiviso in 33 parrocchie.

## Storia
La diocesi è stata eretta il 23 luglio 1965 con la bolla Amor ille di papa Paolo VI, ricavandone il territorio dall'arcidiocesi di Caracas.
Il 30 novembre 1996 ha ceduto una porzione del suo territorio a vantaggio dell'erezione della diocesi di Guarenas.

## Cronotassi dei vescovi
Si omettono i periodi di sede vacante non superiori ai 2 anni o non storicamente accertati.
- Juan José Bernal Ortiz † (25 luglio 1965 - 19 ottobre 1980 deceduto)
- Pío Bello Ricardo, S.I. † (31 gennaio 1981 - 2 dicembre 1995 ritirato)
- Mario del Valle Moronta Rodríguez † (2 dicembre 1995 - 14 aprile 1999 nominato vescovo di San Cristóbal de Venezuela)
- Ramón Ovidio Pérez Morales (5 giugno 1999 - 30 dicembre 2004 dimesso)
- Freddy Jesús Fuenmayor Suárez, dal 30 dicembre 2004

## Statistiche
La diocesi nel 2023 su una popolazione di 1.739.930 persone contava 1.461.900 battezzati, corrispondenti all'84,0% del totale.
| anno | popolazione | popolazione | popolazione | presbiteri | presbiteri | presbiteri | presbiteri                | diaconi | religiosi | religiosi | parrocchie |
| anno | battezzati  | totale      | %           | numero     | secolari   | regolari   | battezzati per presbitero | diaconi | uomini    | donne     | parrocchie |
| ---- | ----------- | ----------- | ----------- | ---------- | ---------- | ---------- | ------------------------- | ------- | --------- | --------- | ---------- |
| 1966 | 260.740     | 266.774     | 97,7        | 97         | 38         | 59         | 2.688                     |         | 143       | 143       | 32         |
| 1970 | 272.560     | 302.845     | 90,0        | 106        | 48         | 58         | 2.571                     |         | 85        | 71        | 38         |
| 1976 | 371.791     | 379.378     | 98,0        | 83         | 49         | 34         | 4.479                     | 1       | 70        | 325       | 38         |
| 1980 | 425.000     | 449.000     | 94,7        | 88         | 56         | 32         | 4.829                     | 3       | 64        | 300       | 41         |
| 1990 | 534.000     | 593.000     | 90,1        | 95         | 45         | 50         | 5.621                     | 3       | 76        | 296       | 49         |
| 1999 | 985.000     | 1.000.000   | 98,5        | 81         | 37         | 44         | 12.160                    | 16      | 79        | 286       | 25         |
| 2000 | 985.000     | 1.000.000   | 98,5        | 79         | 35         | 44         | 12.468                    | 14      | 82        | 286       | 26         |
| 2001 | 1.050.000   | 1.156.000   | 90,8        | 58         | 39         | 19         | 18.103                    | 14      | 88        | 216       | 30         |
| 2002 | 1.050.000   | 1.200.000   | 87,5        | 58         | 37         | 21         | 18.103                    | 15      | 77        | 165       | 32         |
| 2003 | 1.061.000   | 1.261.000   | 84,1        | 61         | 40         | 21         | 17.393                    | 15      | 61        | 184       | 33         |
| 2004 | 1.100.000   | 1.300.000   | 84,6        | 60         | 39         | 21         | 18.333                    | 15      | 54        | 181       | 32         |
| 2013 | 1.272.000   | 1.515.000   | 84,0        | 58         | 36         | 22         | 21.931                    | 26      | 45        | 113       | 33         |
| 2016 | 1.327.000   | 1.579.000   | 84,0        | 56         | 32         | 24         | 23.696                    | 34      | 36        | 74        | 33         |
| 2019 | 1.394.750   | 1.659.615   | 84,0        | 41         | 32         | 9          | 34.018                    | 32      | 21        | 71        | 33         |
| 2021 | 1.429.000   | 1.700.360   | 84,0        | 35         | 27         | 8          | 40.828                    | 33      | 20        | 71        | 33         |
| 2023 | 1.461.900   | 1.739.930   | 84,0        | 57         | 42         | 15         | 25.647                    | 40      | 35        | 71        | 33         |